# روبرت إم. أندرسون
روبرت إم. أندرسون (بالإنجليزية: Robert M. Anderson)‏ هو رياضياتي واقتصادي أمريكي، ولد في 1951 في تورونتو في كندا.